# Türkisch Pfeffer
Türkisch Pfeffer, auch bekannt als Tyrkisk Peber, ist der Name einer Süßigkeit, deren Hauptbestandteil Lakritz ist. Türkisch Pfeffer enthält meistens einen erhöhten Anteil an Ammoniumchlorid (3 %) und Lakritzpulver (3 %), und darf deshalb nur mit dem Warnhinweis "Erwachsenen-Lakritz – kein Kinder-Lakritz" in den Handel kommen.
Ursprünglich wurde Türkisch Pfeffer unter dem dänischen Namen Tyrkisk Peber vom in Dänemark ansässigen Unternehmen Perelly hergestellt, das inzwischen von dem finnischen Unternehmen Fazer übernommen wurde. Tyrkisk Peber wird heute von Fazer in Finnland hergestellt und in ganz Skandinavien sowie zum Teil auch in den Niederlanden und in Norddeutschland vertrieben. Daneben gibt es einige Nachahmerprodukte, die größtenteils noch heute in Dänemark hergestellt werden, wie beispielsweise das auch in Norddeutschland erhältliche Produkt Danish Pepper. Ein weiteres Nachahmerprodukt ist Türkisch Pfeffer der deutschen Firma Trimex, dessen Name eine wörtliche Übersetzung von Tyrkisk Peber ins Deutsche ist. Türkisch Pfeffer wird ebenfalls in Dänemark hergestellt und von Trimex speziell für den deutschen Markt importiert.
In Norddeutschland ist Türkisch Pfeffer die am weitesten verbreitete Variante dieser Süßigkeit und wird zum Teil fälschlich für das Original, also für identisch mit Tyrkisk Peber, gehalten. Letzteres ist in Deutschland, im Gegensatz zu Nachahmerprodukten, relativ selten erhältlich. Innerhalb Deutschlands befindet sich allerdings der bei weitem wichtigste Markt für Türkisch Pfeffer in Norddeutschland und dort besonders in Schleswig-Holstein. In anderen Teilen des Landes sind alle Türkisch-Pfeffer-Varianten relativ selten in regulären Lebensmittelgeschäften erhältlich.

## Bestandteile

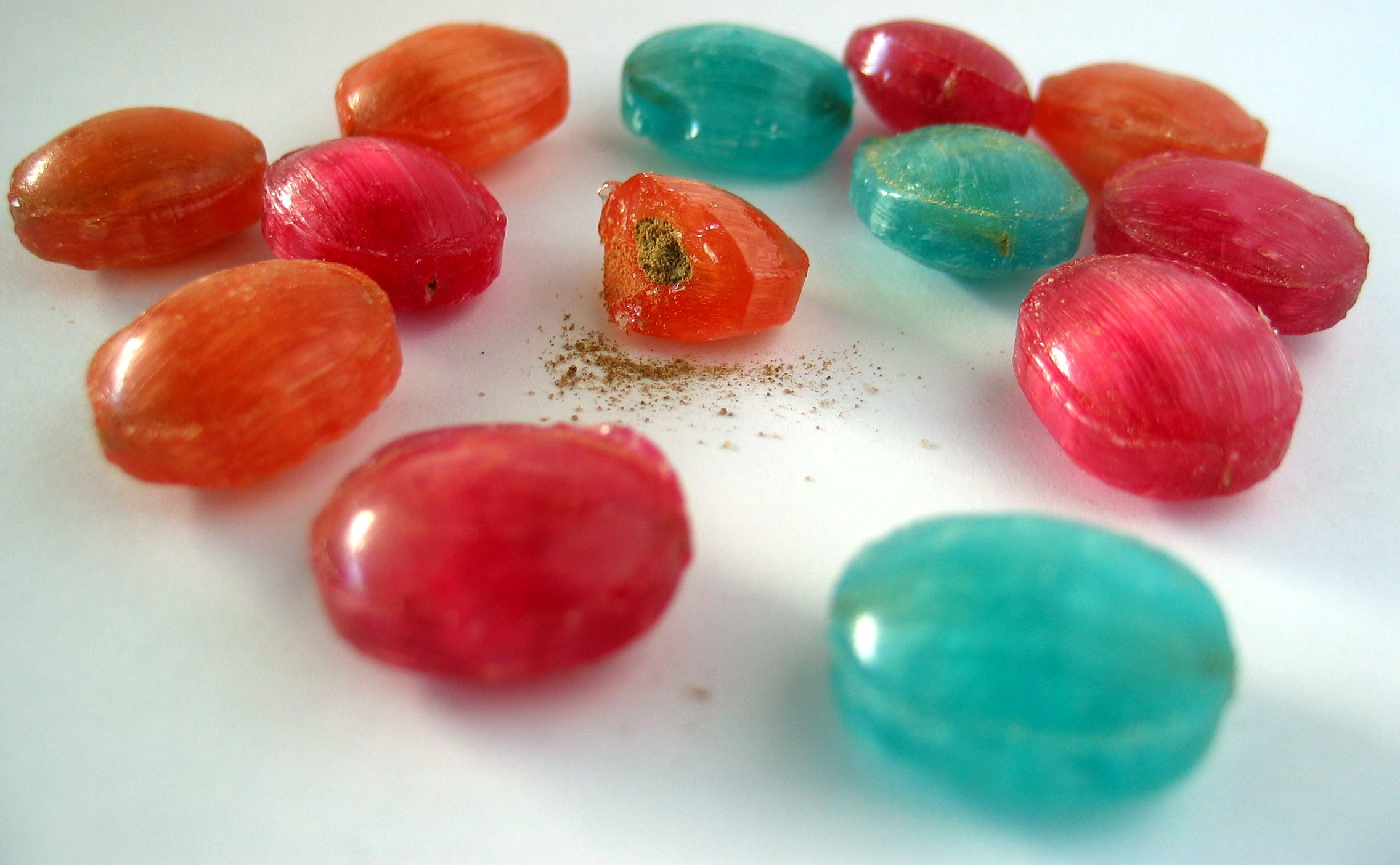
Hot & Sour Türkisch Pfeffer

Es handelt sich um stark zuckerhaltige Lakritzbonbons, die mit Salmiakpulver gefüllt sind. Daher sind sie nur für Erwachsene geeignet. Sie werden in diversen Geschmacksrichtungen angeboten wie sauer und scharf und sind zur schnellen Wiedererkennung farblich verschieden.
In Wodka aufgelöst, wird aus Türkisch Pfeffer ein Lakritzlikör, der Türkisch Pfeffer Vodka Shot, Schwarze Sau oder scherzhaft Gabelöl, Kettenfett, Altöl oder Dachpappe genannt wird. Auch gebräuchlich ist die Bezeichnung Betontod oder im süddeutschen Raum „Dämonsplörre“. In Norddeutschland wird zum Teil Doppelkorn anstatt Wodka als Zutat für diesen Likör benutzt. In Finnland gibt es den Likör als Salmiakki Koskenkorva bereits trinkfertig im Handel. Auch in Deutschland wird Türkisch Pfeffer Vodka Shot von der Firma Trimex als trinkfertiger Likör angeboten, ist aber außerhalb Schleswig-Holsteins relativ selten erhältlich.